# Pont de Fontanet
El Pont de Fontanet és una obra d'Organyà (Alt Urgell) inclosa a l'Inventari del Patrimoni Arquitectònic de Catalunya.

## Descripció
Pont vell d'un sol arc construït en pedra sobre el riuet de Fontanet (continuació del barranc de la Muntanya), afluent de l'esquerra del Segre, emplaçat en un indret proper a la carretera. Es conserva l'arc apuntat, estructurat amb dovelles. Ha estat reforçat amb ciment i pedres.